# Alfred Nobel
Alfred Bernhard Nobel (født 21. oktober 1833, død 10. december 1896) var svensk kemiker, ingeniør og dynamittens opfinder. Alfred Nobel er i eftertiden bedst kendt for bestemmelserne i sit 3.testamente fra  27. november 1895 angående anvendelsen af sin enorme formue til oprettelsen af Nobelpriserne. I Stockholm kan man bl.a. bese Alfred Nobels dødsmaske.
Grundstoffet nobelium er opkaldt efter ham.

## Biografi
Alfred Nobel blev født d. 21. oktober i Stockholm i 1833 som den tredje søn af den svenske ingeniør Immanuel Nobel (1801-1872) og Andriette Ahlsell Nobel (1805-1889). Familien flyttede til Sankt Petersborg, hvor hans far åbnede en torpedofabrik. I 1859 overgik fabrikken til den anden søn, Ludvig Emmanuel (1831-1888), som udvidede fabrikken kraftigt. Alfred vendte sammen med sin far tilbage til Sverige, efter at virksomheden var gået fallit, og begyndte at studere sprængstoffer og særligt sikre fremstillingsmetoder til anvendelse og brug af nitroglycerin. Der berettedes om flere eksplosioner på den familieejede fabrik i Heleneborg, og ved en ulykke i 1864 blev Alfreds yngre bror Emil og fire andre arbejdere dræbt. Den 26. maj 1868 tildelte USA Alfred Nobel patent på dynamit. I 1893 køber Alfred Nobel den svenske våbenfabrik Bofors. Samme år tildeles han en æresdoktorgrad ved universitetet i Uppsala.